# Microdus exiguus
Microdus exiguus là một loài Rêu trong họ Dicranaceae. Loài này được (Schwägr.) Besch. mô tả khoa học đầu tiên năm 1897.